# Federação Roraimense de Futebol
La Federação Roraimense de Futebol (en español: Federación Roraimense de Fútbol), fundada el 18 de febrero de 1974, es la entidad que controla el fútbol en el estado de Roraima, Brasil. Es responsable de la organización de campeonatos de fútbol en todo el estado y representa a los clubes de Roraima en la CBF.
Desde 1975 Es presidida por Zeca Xaud, el más antiguo presidente de una federación en el país.
La Federación Roraimense de Fútbol (FRF) ocupa el puesto 24 en el Ranking de las Federaciones de la CBF de 2025, con 1.671 puntos.

## Clubes afiliados
La entidad tiene solo diez clubes afiliados, que enfrentan dificultades financieras cada año para participar en el campeonato estatal.
| Fútbol - Activos - Baré - Rio Negro - GAS - Monte Roraima - Atlético Roraima - Náutico - São Raimundo - Progresso - Real - River - Extintos - São Francisco | Fútbol Sala - Kerygma - Real Brasil - Barcelona/Objetivo - 9 de Julho/Buritis - Constelação - Clube Atlético Independente |

## Presidentes
- 1974: José Magalhães Duarte

- 1975: José Magalhães Duarte

- 1976: José Gama Xaud Zeca Xaud

- 1978: Luis Hitler de Lucena

- 1979: José Magalhães Duarte

- 1979: Nelson Orofino

- 1979: Alci da Rocha

- 1981: Rubens da Silva Bento

- 1983-1985: José Gama Xaud Zeca Xaud

- 1986-1987: Clóvis Rates

- 1988-1998, 2001-2024: José Gama Xaud Zeca Xaud

Zeca Xaud tenía 30 años cuando asumió el mando de la Federación Roraimense de Fútbol, tras dirigir la Federación de Baloncesto de Roraima de 1972 a 1973. Fue bajo su mando que el fútbol de Roraima se convirtió en el último del país en profesionalizarse en 1995. Encabezó la única fórmula en las elecciones del 1 de febrero de 2019, la “Trabajando por el Fútbol en Roraima”, fue reelegido por aclamación y dirigirá la Federación de Fútbol de Roraima durante el período de cuatro años de enero de 2019 a enero de 2023.

## Posición en el ranking de la CBF

### Ranking de las federaciones
| Pos. | Puntos | Año  |
| ---- | ------ | ---- |
| 27º  | 1.662  | 2019 |
| 27º  | 1.739  | 2020 |
| 25º  | 1.769  | 2021 |
| 23º  | 1.833  | 2022 |
| 24º  | 1.761  | 2023 |

### Ranking de los clubes
Ranking actualizado em 8 de diciembre de 2023.
| Pos. | Club             | Puntos | Brasileño 2023 |
| ---- | ---------------- | ------ | -------------- |
| 67º  | São Raimundo     | 1251   | Série D        |
| 180º | Náutico          | 204    | -              |
| 195º | GAS              | 153    | -              |
| 204º | Baré             | 102    | -              |
| 227º | Atlético Roraima | 51     | -              |